# Gabe DeVoe
Gabe DeVoe (Shelby (Carolina del Norte), 16 de diciembre de 1995) es un jugador de baloncesto estadounidense que pertenece a la plantilla del Scaligera Verona de la Serie A2 italiana. Con 1,91 metros de estatura, juega en la posición de escolta.

## Trayectoria deportiva
Jugó durante cuatro temporadas con los Tigers de la Universidad de Clemson y tras no ser elegido en el Draft de la NBA de 2018, debutó como profesional en el Stelmet Zielona Góra de la Polska Liga Koszykówki.
En la temporada 2022-23, firma por el Fos Provence Basket de la LNB Pro A, la primera categoría del baloncesto francés.
El 3 de enero de 2023, se compromete con el MKS Start Lublin de la Polska Liga Koszykówki hasta el final de la temporada.